# Gmina związkowa Thalfang am Erbeskopf
Gmina związkowa Thalfang am Erbeskopf (niem. Verbandsgemeinde Thalfang am Erbeskopf) – gmina związkowa w Niemczech, w kraju związkowym Nadrenia-Palatynat, w powiecie Bernkastel-Wittlich. Siedziba gminy związkowej znajduje się w miejscowości Thalfang.

## Podział administracyjny
Gmina związkowa zrzesza 21 gmin wiejskich:
1. Berglicht
2. Breit
3. Büdlich
4. Burtscheid
5. Deuselbach
6. Dhronecken
7. Etgert
8. Gielert
9. Gräfendhron
10. Heidenburg
11. Hilscheid
12. Horath
13. Immert
14. Lückenburg
15. Malborn
16. Merschbach
17. Neunkirchen
18. Rorodt
19. Schönberg
20. Talling
21. Thalfang